# Chileogovea oedipus
Chileogovea oedipus is een hooiwagen uit de familie Pettalidae.